# Gianfranco Larrosa
Gianfranco Larrosa, vollständiger Name Gianfranco Larrosa Leguizamón, (* 27. April 1996 in Montevideo) ist ein uruguayischer Fußballspieler.

## Karriere
Der 1,76 Meter große Defensivakteur Larrosa steht mindestens seit der Clausura der Spielzeit 2014/15 im Kader des Erstligisten Danubio FC. Dort debütierte er unter Trainer Leonardo Ramos am 15. Februar 2015 beim 1:0-Auswärtssieg gegen Racing mit einem Startelfeinsatz in der Primera División. Bis zum Saisonende lief er in insgesamt einem Erstligaspiel (kein Tor) auf. In der Apertura 2015 sind keine weiteren Erstligaeinsätze für ihn verzeichnet. Im Januar 2016 wurde er an den Club Oriental de Football verliehen, bei dem er in der Clausura 2016 siebenmal (kein Tor) in der Segunda División eingesetzt wurde. Seit Ende Juli 2016 setzt er seine Karriere auf Leihbasis beim Zweitligisten Deportivo Maldonado fort, kam im Profiteam jedoch zu keinem Pflichtspieleinsatz. Nach Rückkehr zu Danubio wurde er im Februar 2017 an Plaza Colonia ausgeliehen.